# Coelichneumon nigrosignatus
Coelichneumon nigrosignatus là một loài tò vò trong họ Ichneumonidae.